# Miota thomsoni
Miota thomsoni är en stekelart som beskrevs av Wall 1998. Miota thomsoni ingår i släktet Miota, och familjen hyllhornsteklar. Arten är reproducerande i Sverige.